# Pompeo Fabri
Pompeo Fabri (Roma, 1874 - Roma, 1959) fue un pintor italiano. 
Hijo de Pio Fabri y Guendalina Castellani, se crio en un clima cultural y artístico muy importante: su padre y su hermana, Emma, eran alfareros, y el abuelo materno, Augusto Castellani, joyero y coleccionista, ocupará el cargo de director de los Museos Capitolinos. El bisabuelo, Luigi Fabri fue editor de Bartolomeo Pinelli y grabador.
En su juventud inicia su interés por la pintura. Su primer maestro fue Giacomo Maes, un artista nacido en Bélgica pero activo en Roma en su época.
Más tarde se convirtió en discípulo de su tío Onorato Carlandi. Con su tío entra en un grupo pictórico creado en 1904, el XXV della campagna romana.
Expuso en Roma en 1903 y en 1910 en Londres. Obtuvo de la Secretaría de Educación el cargo de encargado de la restauración de los frescos del Castillo Sant'Angelo, supervisando su rehabilitación entre 1902 y 1913.
Su talento lo expresó principalmente en acuarelas y sus obras se encuentran en el Museo Nacional Romano (Palazzo Braschi), el Museo de Arte Contemporáneo de Roma (MACRO) y otros museos de la capital.

## Obra
- Arcinazzo Romano
- Horti Galateae: La Villa Del Pittore Sartorio
- L'appia Pignatelli
- Piramide Cestia